# Anthony Caruso
Anthony Caruso (7 de abril de 1916-4 de abril de 2003) fue un actor estadounidense.

## Resumen biográfico
Nacido en Frankfort, Indiana, desde los diez años de edad se crio en Long Beach (California). 
Trabajó como actor de carácter en más de cien filmes, usualmente interpretando a villanos, incluyendo el personaje de Don Juan Ortega en la serie televisiva de Walt Disney El Zorro.
Caruso hizo también otros papeles televisivos, como «Ash» en uno de los primeros episodios de Gunsmoke. Fue artista invitado en dos de las series de Rod Cameron, City Detective y COronado 9. En 1966 actuó en la serie western de Barry Sullivan The Road West, en el capítulo titulado «Thid Dry and Thirsty Land».También hizo del indio amigo de Ben Cartwrithe en la serie Bonanza
Entre sus papeles más recordados figuran el del gánster extraterrestre «Bela Oxmyx» en el episodio de Star Trek «A Piece of the Action», Mongo en «Tarzan and the Leopard Woman» y el ladrón Louis Ciavelli en el clásico de John Huston The Asphalt Jungle.
Caruso falleció por causas naturales en 2003, tres días antes de cumplir los 87 años, en Brentwood, un distrito de Los Ángeles, California. Fue incinerado, y sus cenizas esparcidas en el Pacífico.